# Cicaré SVH-3
Der Cicaré SVH-3 ist ein stationärer Hubschraubertrainer des argentinischen Herstellers Cicaré Helicópteros.

## Geschichte und Konstruktion
Im Zuge seiner Arbeiten an den verschiedenen von ihm entwickelten Hubschraubern stellte Augusto Cicaré fest, dass es an einem geeigneten Gerät fehlte, um auf sichere und kostensparende Weise die Bedienung von Hubschraubern zu erlernen. Bislang existierte nur der Bölkow Bo 102 der in geringer Stückzahl gebaut wurde. Also begann er die Arbeiten an einer derartigen Maschine. Das Ergebnis war der SVH-3, der einem konventionellen Hubschrauber nachempfunden ist, jedoch bodengebunden die wichtigsten Flugmanöver eines Hubschraubers ausführen kann. Hierzu ist er in einem beweglichen Gestell befestigt, das ihm erlaubt sowohl Schwebeflug zu üben, als auch Neigungs- sowie Start- und Landungsvorgänge auf ungefährliche Weise zu erlernen. Außerdem kann der SVH-3 ferngesteuert werden. Somit lassen sich damit unterschiedliche Gefahrensituationen (z. B. Motorausfall) üben.
Die Maschine selbst besteht aus dem für Augusto Cicaré typischen geschweißten Stahlrohrrahmen, welcher mit einer einsitzigen Kabine aus Verbundwerkstoffen versehen ist und von einem Rotax-582-Zweizylinder-Zweitaktmotor mit 48 kW oder einem Rotax-912-Vierzylinder-Boxermotor mit 59 kW angetrieben wird. Das Ganze ist in einem, auf einer beweglichen Plattform montierten, ausfahrbaren Rahmen eingehängt. Die Plattform kann stationär fixiert werden, sodass sie sich nicht von der Stelle bewegen kann.

## Technische Daten
| Kenngröße             | Daten                                            |
| --------------------- | ------------------------------------------------ |
| Besatzung             | 1                                                |
| Länge                 | 6,23 m                                           |
| Höhe                  | 2,48 m                                           |
| Rotordurchmesser      | 6,10 m                                           |
| Leermasse             | ?                                                |
| max. Startmasse       | 460 kg                                           |
| Reisegeschwindigkeit  | –                                                |
| Höchstgeschwindigkeit | –                                                |
| Dienstgipfelhöhe      | –                                                |
| Reichweite            | 2,5 Stunden                                      |
| Triebwerke            | 1 × Rotax-912- Vierzylinder-Boxermotor mit 59 kW |